# Acta Dermato-Venereologica
Acta Dermato-Venereologica, abgekürzt Acta Derm.-Venereol., ist eine wissenschaftliche Fachzeitschrift, die vom Acta Derm.-Venereol -Verlag veröffentlicht wird. Die Zeitschrift erscheint mit sechs Ausgaben im Jahr und veröffentlicht Arbeiten aus den Bereichen Dermatologie und Venerologie.
Der Impact Factor lag im Jahr 2014 bei 3,720. Nach der Statistik des ISI Web of Knowledge wird das Journal mit diesem Impact Factor in der Kategorie Dermatologie an neunter Stelle von 63 Zeitschriften geführt.